# Natężenie prądu elektrycznego
Natężenie prądu, nazywane też prądem elektrycznym – wielkość fizyczna charakteryzująca przepływ prądu elektrycznego zdefiniowana jako stosunek wartości ładunku elektrycznego przepływającego przez wyznaczoną powierzchnię do czasu przepływu ładunku.

## Definicja
Definicję tę zapisujemy formalnie jako pochodną ładunku po czasie:
{\displaystyle I={\frac {dq}{dt}},}
gdzie (jednostki w układzie SI):
{\displaystyle dq} – zmiana ładunku równoważna przepływającemu ładunkowi (kulomb),
{\displaystyle dt} – czas przepływu ładunku (sekunda),
{\displaystyle I} – natężenie prądu elektrycznego (amper).
Natężenie prądu oznaczamy literą {\displaystyle I} (najczęściej w przypadku prądu stałego), a czasami literą {\displaystyle i} (gdy dotyczy prądu zmiennego).
Gdy ilość ładunku przepływającego przez daną powierzchnię rozpatrywana jest jako funkcja czasu {\displaystyle q(t),} natężenie prądu {\displaystyle i(t)} jest także funkcją czasu określoną wzorem:
{\displaystyle i(t)={\frac {dq(t)}{dt}}.}

## Związek z prędkością ruchu ładunków
Natężenie prądu elektrycznego można także wyrazić poprzez wielkości opisujące uporządkowany ruch ładunków elektrycznych:
{\displaystyle I=qnvS,}
gdzie:
{\displaystyle n} – koncentracja nośników prądu wyrażona przez ich liczbę na jednostkę objętości,
{\displaystyle q} – ładunek każdego z nośników,
{\displaystyle v} – prędkość nośników ładunków w kierunku prostopadłym do powierzchni {\displaystyle S,} przez którą płynie prąd o natężeniu {\displaystyle I.}

## Pomiar natężenia prądu
Przyrządy służące do pomiaru natężenia prądu elektrycznego to amperomierze. Urządzeniem do definicyjnego wyznaczania jednostki jest waga prądowa.
Do kontroli działania mierników oraz ich kalibrowania używa się kalibratorów prądu.

## Związek z gęstością prądu
Przepływ prądu w ośrodkach ciągłych (np. plazma) opisuje się podając gęstość prądu. Gęstość prądu określa się jako ilość prądu przepływającego przez jednostkę powierzchni. Między gęstością a natężeniem prądu zachodzi związek:
{\displaystyle I=j\cdot S,}
gdzie (jednostki w układzie SI):
{\displaystyle I} – natężenie prądu w amperach,
{\displaystyle j} – gęstość prądu w amperach na metr kwadratowy,
{\displaystyle S} – powierzchnia przez którą płynie prąd w metrach kwadratowych.

## Natężenie prądu w obwodzie
Natężenie prądu płynącego w obwodzie elektrycznym zależy od źródła zasilającego ten obwód oraz impedancji obwodu. Źródła dzielą się na prądowe oraz napięciowe. Źródło prądowe to takie, które wymusza przepływ prądu o określonej wartości. Prąd w obwodzie zasilanym źródłem napięciowym zależy od wartości rezystancji zastępczej tego obwodu.
W przypadku wielu typowych obwodów prądu stałego, wartość natężenia płynącego prądu można wyznaczyć posiłkując się prawem Ohma. Podstawowym prawem dotyczącym przepływu prądu (niekoniecznie stałego) w obwodach elektrycznych jest pierwsze prawo Kirchhoffa.

## Prąd znamionowy
Prąd znamionowy – prąd, na który zostało zaprojektowane urządzenie przesyłające energię elektryczną lub prąd, jaki przepływa przez urządzenie odbierające energię elektryczną w normalnych warunkach pracy.
Dla wielu urządzeń będących odbiornikami energii elektrycznej natężenie prądu jest wielkością charakterystyczną podawaną często zamiennie z mocą urządzenia, ponieważ grupy urządzeń często projektowane są na określone napięcie znamionowe (np. urządzenia AGD). Dla urządzeń zasilających (baterie, akumulatory, prądnice) oraz przesyłających energię elektryczną (transformatory, zasilacze, kable, prostowniki, układy elektroniczne) prąd znamionowy określa maksymalne natężenie prądu, jakie mogą przenosić te urządzenia bez obawy o ich zniszczenie. Rozróżnia się również maksymalne natężenie prądu mogące płynąć w długim czasie, jak i natężenie mogące płynąć przez krótki czas.

## Prąd chwilowy, średni i skuteczny
Oprócz urządzeń projektowanych na prąd stały w życiu codziennym spotyka się często odbiorniki lub źródła prądu przemiennego, tj. takiego, którego wartość można wyrazić wzorem:
{\displaystyle i(t)=I_{max}\sin(\omega \cdot t+\varphi ),}
gdzie:
{\displaystyle i(t)} – wartość chwilowa w funkcji czasu {\displaystyle t,}
{\displaystyle I_{max}} – wartość maksymalna, czyli amplituda,
{\displaystyle \omega } – tzw. pulsacja, którą można wyrazić przy pomocy częstotliwości f: {\displaystyle \omega =2\pi f,}
{\displaystyle \varphi } – faza początkowa.
Wartością średnią {\displaystyle I_{sr}} prądu określamy prąd o wartości:
{\displaystyle I_{sr}={\frac {1}{T}}\int \limits _{0}^{T}i(t)\ dt.}
Wartością skuteczną {\displaystyle I_{sk}} prądu elektrycznego jest wartość prądu stałego, który przepływając przez rezystor o stałej rezystancji wytworzyłby w tym samym czasie identyczną energię cieplną, co prąd o wartości zmiennej. Można go określić wzorem:
{\displaystyle I_{sk}={\sqrt {{\frac {1}{T}}\int \limits _{0}^{T}i^{2}(t)\ dt}}.}
W przypadku prądu przemiennego o przebiegu sinusoidalnym wartość skuteczna wynosi {\displaystyle {\frac {1}{\sqrt {2}}}\ I_{max},} a wartość średnia jest równa zeru, dlatego wyraża się ją często dla połowy okresu. Ma wówczas wartość {\displaystyle {\frac {2}{\pi }}\ I_{max}}.